# Prigovor savesti
Prigovor savesti je odbijanje učešća u onim radnjama koje savest prigovarača ne odobrava. Iako se najčešće odnosi na vojnu službu, postoje i druge vrste prigovora savesti, poput pokreta za zabranu eksperimenata nad životinjama, koje smatraju neetičkim i imaju prigovor savesti na njih.
Prigovor savesti na vojnu službu je odbijanje služenja vojnog roka iz političkih, verskih, filozofskih, moralnih ili bilo kojih drugih razloga savesti. Pravo na prigovor savesti izvedeno je iz slobode savesti, mišljenja i verovanja i pripada osnovnim ljudskim pravima.
Prigovor savesti je, u praksi, pravo svakog da odbije službu u vojnim jedinicama i ustanovama i samim tim odbije učešće u bilo kakvom vidu rata ili priprema za rat. Mnogi prigovarači savesti su inspirisani mišlju Alberta Ajnštajna: “Ratovi će prestati kada ljudi odbiju da se u njima bore”. 
U nekim zemljama je pravo na prigovor savesti priznato najvišim zakonskim aktima, dok je u drugima krivično delo. Većina evropskih država najčešće prigovaračima savesti obezbeđuje alternativu služenju vojnog roka u vidu civilne službe, ili vojne službe bez oružja.
Civilna služba je alternativna državna služba, u koju se upućuju prigovarači savesti i koja se obavlja bolnicama, staračkim domovima, vrtićima, organizacijama za pomoć invalidima, spasilačkim organizacijama i svim drugim organizacijama koje su od opšteg javnog interesa. Po međunarodnim standardima ove dve službe su ravnopravne i oni koji se odluče za civilnu a ne vojnu službu kasnije zbog toga ne gube nikakva prava niti smeju na bilo koji način biti diskriminisani. 
Totalni prigovor savesti je odbijanje bilo vojne bilo civilne službe. Totalni prigovor savesti ni u jednoj državi nije zakonski priznat, ali je negde manje, negde više tolerisan. 
Postoje grupe koje smatraju da alternativna civilna služba nije iskorak iz vojnog sistema, jer u njenoj osnovi leži obavezna vojna služba, tj. obavezna regrutacija. Totalni prigovor savesti je posebno bio izražen u Španiji, sve do ukidanja obaveze 1. januara 2002, gde su totalni prigovarači (Insumisos) zbog odbijanja da vrše civilnu službu odlazili na dvogodišnje, pa i duže zatvorske kazne. 
Prigovor savesti na vojne troškove se sastoji u odbijanju da se uplati deo poreza namenjen za vojsku. Takođe, u Švajcarskoj je aktivna grupa koja radi na otkrivanju banaka koje imaju posla sa trgovinom oružja i koja poziva građane na bojkot tih banaka. 
Dosledni antimilitaristi su žestoko protiv profesionalizacije vojske, jer ona vodi stvaranju profesionalnih vojnika, tj. sloja naoružanih ljudi koji su spremni da za novac ratuju po raznim krajevima sveta, a neretko i protiv sopstvenog naroda, što se više puta u istoriji i dogodilo. Oni smatraju da je jedino trajno rešenje opšta demilitarizacija i ukidanje vojske u celom svetu.